# 第二次北方戰爭
第二次北方战争（波蘭語：II wojna północna），也称1655年—1660年北方战争（Northern War of 1655–1660）（在瑞典僅被稱為"北方戰爭"，Nordiska krigen），是一場发生在瑞典帝國与波兰立陶宛联邦、俄罗斯沙皇國、勃兰登堡-普鲁士、外西凡尼亞、克里米亞汗國、神圣罗马帝国、丹麦-挪威之间的战争。波蘭在這場混戰中受創最重，雖然最後免於崩裂瓦解，但仍直接導致了國家的破敗與中衰；這場災難在波蘭被稱為「大洪水時代」（1655–1660年），波兰立陶宛联邦喪失了大約三分之一的人口與大國地位。
1655年，瑞典國王卡爾十世·古斯塔夫进攻波兰立陶宛联邦，輕易地攻入華沙，以后一些相關國家先後参戰。布蘭登堡-普魯士在瑞典軍的奇襲之下，被迫選擇瑞典為盟友，在1656年與瑞典簽下拉比傲條約，瑞典獲得東普魯士之宗主權，領主腓特烈·威廉必須將一半的關稅與地方稅收交給瑞典，並提供兵力。1656年10月，瑞典、哥薩克酋長國、外西凡尼亞、勃兰登堡、摩達維亞、瓦拉幾亞等國正式組成同盟，該同盟的目的即在瓜分波蘭，而波蘭雖有克里米亞汗國為同盟（11月還加上俄羅斯為同盟），一時間卻難敵眾多敵人，大有瓦解崩潰的趨勢。勃兰登堡-普鲁士後來轉而向波兰立陶宛联邦合作，在1657年簽下衛勞條約，波兰立陶宛联邦承認東普魯士之獨立主權。此時瑞典不滿足於從波兰立陶宛联邦撈得的戰利品，他們將進攻的矛頭轉向老仇敵俄羅斯，俄瑞戰爭（1656-1658年）因此進入白熱化狀態。
接著羅馬教宗、神聖羅馬帝國皇帝、丹麥、荷蘭聯合起來反對瑞典。此時波蘭名將斯特凡·恰爾涅茨基的救國行動逐漸看到成果，波蘭因此從谷底向上回升，把越來越多的敵軍趕出國土，譬如在1657年，外西凡尼亞軍團被斯特凡·恰爾涅茨基徹底擊敗，終於在7月22日與波蘭簽定和約、退出戰爭；哥薩克酋長國也獨木難支，8月6日酋長國領袖博格丹·赫梅利尼茨基病死之後，酋長國也正式結束對波蘭的戰爭。
雖然瑞典為了對付丹麥，大膽渡過冰封的海峽，在1658年攻破丹麥首都哥本哈根，但卻被荷蘭與新加入戰局的英吉利共和國之聯合艦隊擊敗，放棄哥本哈根。1660年5月，因為瑞典國王卡爾十世·古斯塔夫突然病逝，瑞典與波蘭簽訂奧利瓦條約，波蘭立陶宛聯邦放棄對瑞典王位的要求，以及波羅的海沿岸利沃尼亚的大部分属地；與丹麥簽訂哥本哈根條約，使瑞典在波羅的海勢力達到鼎盛時期。條約並正式確認霍亨索倫家族擁有本是波蘭附庸普魯士公國的完全主權。